# 富川悠太
富川 悠太（とみかわ ゆうた、1976年9月3日 - ）は、日本のジャーナリスト、トヨタ自動車社員。元テレビ朝日アナウンサー。

## 来歴・人物
生い立ち
愛知県名古屋市生まれ。
東京都立国立高等学校、横浜国立大学教育学部小学校教員養成課程体育専攻を卒業。
子供の頃はプロ野球選手に憧れ、高校時代は野球部に所属。副主将でポジションはショート。当時はいわゆる「牛乳瓶の瓶底」のような黒縁眼鏡をかけていた。大学でも体育を専攻。小学校の教員免許も取得した。大学生時代には、母校・国立高野球部の助監督も務めていた。
職務経歴

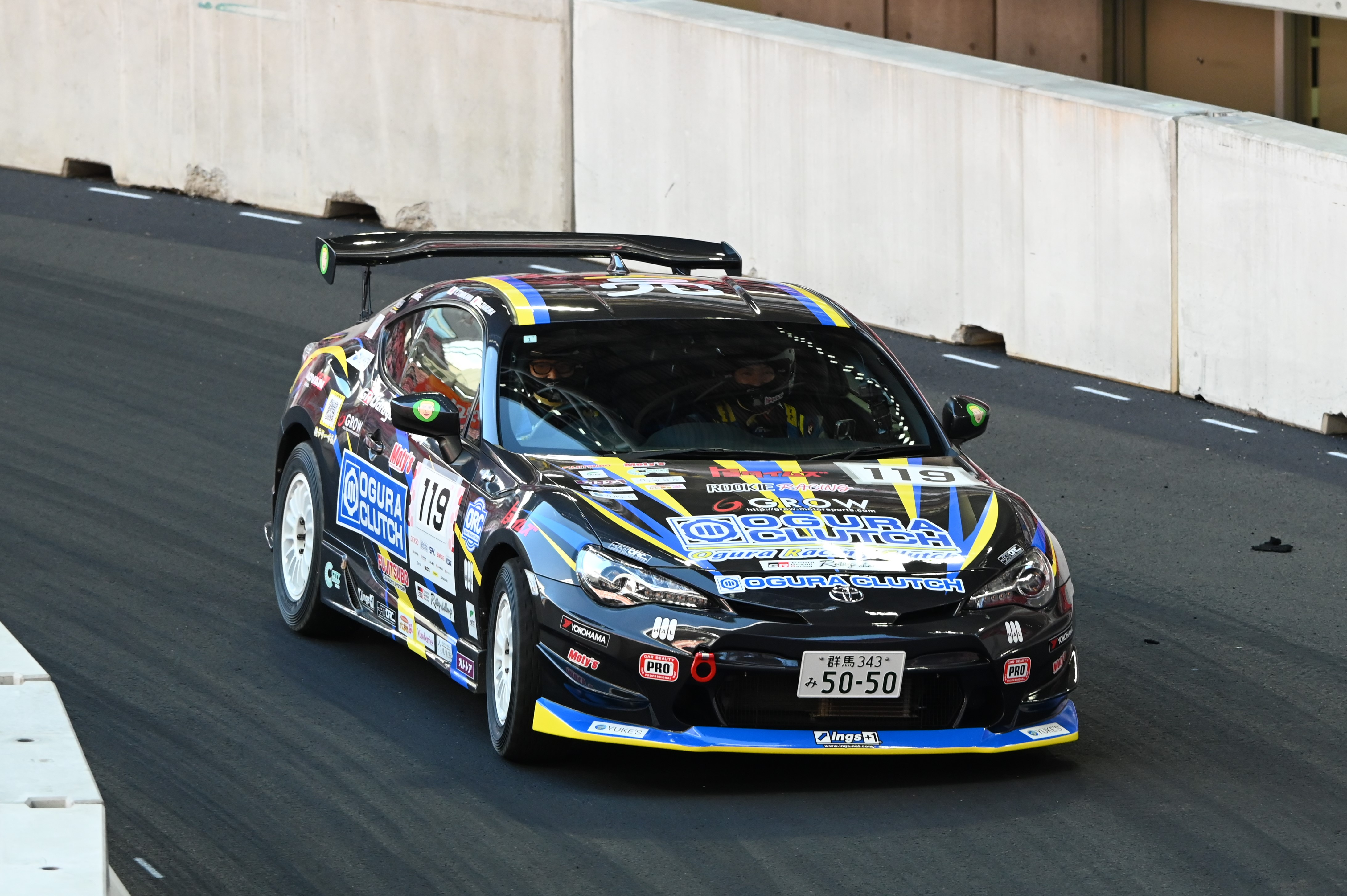
2024年12月1日に開催されたTOYOTA GAZOO Racing Rally Challenge in 豊田でコ・ドライバーとしてラリーに出場する富川（助手席）。ドライバーは田村亮。

1999年4月、テレビ朝日に入社。アナウンサーとして入社した時には、スポーツを志望。最終面接で「報道だけはやりたくない」と言ったほど、最初は報道には消極的だった。
入社2年目の2000年に『スーパーJチャンネル』のミニコーナー「世にも明るいニュース」を担当。小宮悦子から厳しく指導を受けた。「うまくリポートする、という小手先のテクニックではなく、カメラワークから編集まで含めて、ニュースをどう見せるか。テレビマンとしての基礎をとことん学んだ」という。
報道番組のリポーターとしての活動がメインで、『報道ステーション』では政局や事件を追いかける一方、2007年までは『スーパーJチャンネル』で街の面白い噂やグルメを追いかけたりと、硬軟問わず担当した。
2002年以降はテレビ朝日で放送される時代劇などへのチョイ役の出演も果たすようになった。2002年3月に『八丁堀の七人』の最終話に一瞬登場。この時は『スーパーJチャンネル』で番組の取材をした際に富川のほうから担当者に直接頼んで出演に至ったとのこと。また富川は大の『暴れん坊将軍』フリークなのでその縁で、2002年放送の『暴れん坊将軍XII』第6話に特別出演させてもらえる機会を得て、2002年8月9日の『スーパーJチャンネル』の中で富川の出演シーンをリポートしたコーナーも放送された。2007年新春ドラマスペシャル『マグロ』（石原プロモーション制作）にもチョイ役ではあるが出演し、この時も2006年12月22日の『スーパーJチャンネル』で紹介された。
2014年12月には、同年8月に筋萎縮性側索硬化症（ALS）で亡くなったいとこの富川睦美を取り上げた『笑顔の約束〜難病ALSを生きる〜』に出演。同番組は2015年11月に日本民間放送連盟のテレビ教養部門で優秀賞を受賞。
2016年4月11日に古舘伊知郎の後任として『報道ステーション』のメインキャスターに就任。1985年に開始し2004年に終了した『ニュースステーション』の久米宏（当時41歳）、『報道ステーション』前任者の古舘（当時49歳）は、ふたりとも40代で同番組キャスターに就任したのに対し、富川は30代での就任となった。なおテレビ朝日は富川のメインキャスター就任初回放送の直前、当日昼に『徹子の部屋』（2016年4月11日昼放送）に富川を初出演させた。 
2016年末、オリコンで毎年年末に発表される「好きなアナウンサーランキング」において富川は初のランクインを果たし8位にランクされた。また女性が選ぶ「好きな男性アナウンサーランキング」でも、10位にランクされた。
2020年4月9日に体調不良を訴え、検査を受けた結果、11日に新型コロナウイルスの陽性が確認されたため、13日からの『報道ステーション』への出演を見合わせた。これを受け他局の報道番組・新聞・ネットニュースなどでも大々的に報道される事態となった。入院治療を続け、21日に2度のPCR検査で陰性となり退院し、自宅療養に入り、6月4日におよそ50日ぶりに番組へ復帰。なお富川が新型コロナに感染する前は、富川が月～木にメインキャスターとして出演し、金曜だけは小木逸平がメインキャスターとして出演する体制であったが、富川が感染し降板していた間は、月～金すべてに小木が出演する体制を取った。そして富川の入院・自宅療養からの復帰後、『報道ステーション』のキャスターの体制は諸事情もあり、元には戻らず、月曜・火曜・水曜は小木が担当、富川は以前よりも担当曜日数が減る形で木曜と金曜のみを担当する体制となった。
2022年2月25日、3月末をもってテレビ朝日を退社することが発表された。
同年4月1日、トヨタ自動車に入社。所属はオフィス・プレンティージャパン。
2022年9月、俳優の香川照之が不祥事を起こし、出演していたトヨタ自動車のCMを降板したことを受け、後任としてトヨタ自動車のCMに出演することになった。2022年12月からはトヨタの広報動画「トヨタイムズニュース」のキャスターを務める。
2024年12月1日、愛知県豊田市で開催されたTOYOTA GAZOO Racing Rally Challengeにおいてラリーデビューを果たしたロンドンブーツ1号2号の田村亮とともにコ・ドライバーとして出場した。

## パーソナルデータ
- 趣味 : スポーツ全般[14]。
- 家族 : 2006年11月、一般人の女性と結婚。子は二人いる。

## 出演番組

### テレビ朝日アナウンサー
報道・情報番組
| 期間       | 期間      | 番組名                  | 役職                                   |
| ---------- | --------- | ----------------------- | -------------------------------------- |
| 時期不明   | 時期不明  | スーパーJチャンネル     | 各種コーナーレポーター                 |
| 2000年4月  | 2001年9月 | やじうまワイド          | 火曜日朝刊コーナー担当                 |
| 2002年4月  | 2003年3月 | うるおい宣言!           | 司会                                   |
| 2003年4月  | 2004年3月 | 気になる!               | 司会                                   |
| 2003年10月 | 2004年3月 | やじうまプラス          | 月～木曜日芸能コーナー担当             |
| 2004年4月  | 2016年3月 | 報道ステーション        | レポーター兼古舘伊知郎の代行キャスター |
| 2011年10月 | 2016年3月 | 報道ステーション SUNDAY | サブキャスター                         |
| 2016年4月  | 2018年9月 | 報道ステーション        | メインキャスター                       |
| 2018年10月 | 2020年5月 | 報道ステーション        | 月～木曜日メインキャスター             |
| 2020年6月  | 2021年9月 | 報道ステーション        | 木・金曜日メインキャスター             |
| 2021年10月 | 2022年3月 | 報道ステーション        | 金曜日メインキャスター                 |

その他
- 第81回全国高等学校野球選手権大会中継 - アルプススタンドリポーター（朝日放送）
- ぷらちなロンドンブーツ[5]
- 八丁堀の七人（第3シリーズ） 最終話（2002年3月11日）- ただし出演クレジットはなかった。
- 暴れん坊将軍XII 第6話「怪盗キツネ小僧! 裏切られた幼な心」（2002年8月12日）
- 新春ドラマスペシャル「マグロ」（第一部）（2007年1月4日）- 大間のスーパーの店員・悠太役
- 志村&鶴瓶のあぶない交遊録（毎年1月2日に放送）- 「志村・鶴瓶VSナイナイ　元祖英語禁止ボウリング」にてコーナー司会を担当（2003年 - 2013年）。
- 緊急報道特番“悲運のプリンス”はなぜ、殺されたのか!?金正男氏暗殺の真実（2017年2月25日）
- 緊急スペシャル生放送「ありがとう!真央ちゃん」独占映像で振り返る完全保存版!（2017年4月11日）
- 選挙ステーション - リポーター → 3代目メインキャスター

## 同期アナウンサー
- 進藤潤耶（2021年7月に経済部に異動）
- 中丸徹（社会部→政治部に異動）
- 武内絵美
- 龍円愛梨（社会部に異動後、2011年12月退社）